# IXe gouvernement constitutionnel de Sao Tomé-et-Principe
République démocratique de Sao Tomé-et-Principe
VIIIe Xe
Le IXe gouvernement constitutionnel de Sao Tomé-et-Principe (en portugais : IXe Governo Constitucional de São Tomé e Príncipe) est le onzième gouvernement de Sao Tomé-et-Principe depuis l'instauration de la démocratie. Il est en fonction du 18 septembre 2004 au 8 juin 2005, sous le Premier ministre Damião Vaz d'Almeida et le président de la République Fradique de Menezes.

## Composition
Formé en cours de législature, le gouvernement prend la suite du VIIIe gouvernement de Maria das Neves. Si ce dernier réunissait l'ensemble des partis représentés dans la VIIe législature de l'Assemblée nationale, celui-ci voit la signature d'un accord de coalition gouvernementale entre le Mouvement pour la libération de Sao Tomé-et-Principe – Parti social-démocrate (MLSTP-PSD) et l'Action démocratique indépendante (ADI), reléguant la coalition entre le Mouvement pour les forces de changement démocratique – Parti libéral (MDFM-PL) et le Parti de convergence démocratique – Groupe de réflexion (PCD-GR) dans l'opposition.
Le MLSTP-PSD obtient six ministères et un secrétariat d'État, l'ADI quatre ministères. Les ministères de la Défense et des Affaires étrangères sont confiés à des indépendants.

### Premier ministre
- Premier ministre : Damião Vaz d'Almeida[1]

### Ministres
| Rôle                                                                                | Titulaire                 | Parti       |
| ----------------------------------------------------------------------------------- | ------------------------- | ----------- |
| Ministre de la Défense et de l'Ordre intérieur                                      | Óscar Sousa               | Indépendant |
| Ministre des Affaires étrangères, des Communautés et de la Coopération              | Ovídio Pequeño            | Indépendant |
| Ministre de la Planification et des Finances                                        | Adelino Castelo David     |             |
| Ministre de la Jeunesse, des Sports et de la Communication sociale                  | José Viegas Santiago      |             |
| Ministre des Travaux publics et de l'Aménagement territorial                        | Diolindo da Boa Esperança |             |
| Ministre de l'Agriculture et de la Pêche                                            | Hélder Pinto              |             |
| Ministre du Travail, de l'Emploi et de la Solidarité                                | Fernando Maquengo         |             |
| Ministre de la Justice, de l'Administration publique et des Affaires parlementaires | Elsa Pinto                | MLSTP-PSD   |
| Ministre de la Santé                                                                | Alberto dos Santos        |             |
| Ministre du Commerce, de l'Industrie et du Tourisme                                 | Hélder Paquete Lima       |             |
| Ministre des Ressources naturelles et de l'Environnement                            | Arlindo de Ceita Carvalho |             |
| Ministre de l'Éducation et de la Culture                                            | Alvaro Santiago           |             |

### Secrétaire d'État
| Rôle                                                                         | Titulaire              | Parti     |
| ---------------------------------------------------------------------------- | ---------------------- | --------- |
| Secrétaire d'État à l'Administration publique et aux Affaires parlementaires | Célia da Costa Pereira | MLSTP-PSD |